# 医療用ナビゲーションシステム
医療用ナビゲーションシステム（いりょうようナビゲーションシステム）は手術中の患者位置と手術器具の位置関係を表示することを目的とした医療機器のこと。薬事法における製造販売承認では「手術用ナビゲーションユニット（クラスII/特定保守・設置管理）」または「脳神経外科手術用ナビゲーションユニット（クラスIII/特定保守）」の一般名称にて分類される。日本国内外で一般的に「ナビゲーションシステム」の呼称が定着していて、日本の医療現場では単に「ナビゲーション」あるいは「ナビ」と呼ばれることも多い。ナビゲーションシステムに限らず、コンピュータ技術により支援される手術をコンピュータ支援外科（CAS:Computer Assisted SurgeryまたはComputer Aided Surgery）と呼ぶ。平成28年度診療報酬点数において「画像等手術支援加算 ナビゲーションによるもの」の名称にて2,000点の点数がついている。その他、施設によっては先進医療が認定されている。

## 概要

### 使用目的
初期の段階では脳神経外科学領域にて腫瘍・血管位置や危険部位の認識をサポートする目的で行われ、その後整形外科学分野などで骨に対する器具位置の表示などに応用される。ナビゲーションシステムの目的は患者位置と器具位置との関係を示すものであり、実際の手術は医師が行う。手術の一部を機械が行う手術用ロボットシステムとはこの点で大きく異なる。近年ではMIS（最小侵襲手術）の適用時にナビゲーションシステムをサポートに使用する例が増えている。

### 開発
日本では1986年に渡辺英寿らによりニューロナビゲータと呼ばれる独自のナビゲーションシステムが開発された。市販製品としてのナビゲーションシステムはコンピュータ技術の発展に伴い1990年代より盛んになった。日本で市販されているナビゲーションシステムは日本製のニューロナビゲータ以外は全てがアメリカ・ヨーロッパからの外国製品である。開発初期段階では空間位置情報取得を多関節アームにて行っていた為、患者位置が変化すると位置情報が狂うなどの問題を抱えていたが位置情報取得方法（トラッキングシステム）の変更やソフトウェアの改良により患者位置変化に対する問題は解決された。現在は光学式トラッキングシステムを採用するメーカーが主流となっており、その多くはカナダに本社を置くNorthern Digital Inc.の光学式トラッキングシステムを採用している。

### 適用分野
適用分野は開発初期では脳神経外科と耳鼻咽喉科であったが、近年では整形外科・形成外科などへの適用も広がっている。海外で発売されているナビゲーションシステムには口腔外科や美容外科への適用も可能な製品がある。

## トラッキングシステムによる分類

### 多関節アーム式
多関節アームの先端に検出したい手術器具を取り付ける方式、各関節の角度により基準点からの距離を計算する。複数の器具を同時に使用したい場合はアームを複数使用しなければならないなど多くの欠点を抱える。主にナビゲーションシステム開発の初期に採用された方式。

### 光学式
最も多く採用されている方式、赤外線を利用した位置情報取得を行う。複数のCCDカメラを搭載したカメラユニットにより赤外線情報を認識し、視差を利用して反射体または発光体への距離を認識する。赤外線発光方式の差により2種類に大別される。

#### 発光式（アクティブ式）
器具に取り付けられた赤外線発光部より直接発せられた赤外線をCCDカメラで認識する方式。器具には電源を供給する為の電池または電源コードの取り付けが必要となる。反射式に比べて強い光を発せられるがCCDカメラ正面に対して器具を傾けた状態での視認性が低下する。

#### 反射式（パッシブ式）
カメラユニットより赤外線フラッシュを発光し、器具に取り付けられた反射素材（通常は球形）で反射された赤外線をCCDカメラで認識する方式。器具に電源が不要となりCCDカメラ正面に対する器具の傾きにもより広く対応できるが、反射素材に血液などが付着した場合に視認性が低下する。

### 磁場式
手術領域に磁界を発生させ、器具などに取り付けされた磁性体や金属部の位置を検出する方式。器具などが完全に体内へ隠れた状態でもトラッキングが可能となるが、トラッキング可能領域が狭いことや周囲の金属製器具・機械への影響が大きいことなどから市販されている製品は僅かとなっている。
いずれのトラッキングシステムを採用しているシステムにおいても、ナビゲーションの最も基本となる機能は空間にある器具位置を検出する機能である。器具が複数となればその位置関係（距離や角度）を計算することになる。実際の使用されるシステムにおいては、個々の器具に画像や参照点を関連させる発展的機能がソフトウェアによって制御されている。

## 画像情報による分類

### イメージベースナビゲーションシステム
術前・術中の患者画像を表示するタイプのナビゲーションシステム。使用される画像は手術部位によって異なり、脳神経外科学ではCT・MRI・PET・SPECT・fMRI・超音波検査画像など多彩なソースが用いられ、整形外科学向けシステムではCT・X線を用いる事が多い。ナビゲーションシステムでは使用される画像は手術中に撮像されたものであっても、真のリアルタイム画像とはならない。リアルタイムにX線装置やMRI装置を稼動させて行う手術はナビゲーション手術と呼ばれることがあるが、ナビゲーションシステムには区別されない。

### イメージフリーナビゲーションシステム
主に整形外科学向けナビゲーションシステムに採用される方式で、患者画像を用いないので被曝軽減やコスト面で効果があるとされている。手術を行う医師はナビゲーション用器具により、手術に使用したい参照点を直接患部にて指定する。骨頭中心など直接指定する事のできない参照点は、患部の動作によって計算される場合もある。イメージベースナビゲーションシステムと比べると後発で開発されたものの、使用されている技術はむしろナビゲーションシステムの基本機能である位置情報取得と記録のみとなる。

## レジストレーションと精度・誤差要因
ナビゲーションシステムでは患者位置、または画像位置の登録作業をレジストレーションと一般的に呼ぶ。イメージベースナビゲーションシステムの場合では実際の患者位置と画像位置との関係を一致させる作業となり、イメージフリーナビゲーションシステムでは医師が手術に使用する参照点を登録する作業となる。

### イメージベースナビゲーションシステム精度
レジストレーション作業においては精度が議論となる場合があるが、システム的誤差要因としては主に以下のものがある。
- トラッキングシステム精度
- 画像位置と患者位置との一致精度
- 器具の製造精度
- CT・MRI・X線画像などのスライス厚・画像の歪み

### イメージフリーナビゲーションシステム精度
- トラッキングシステム精度
- 器具の製造精度
- 動態解析により計算される参照点の位置精度

イメージフリーナビゲーションシステムは画像を用いない為、イメージベースと比較してシステム的な誤差要因は少ない。しかし、医師が患部において正確な参照点を指定する事は困難でありヒューマンエラーの介在する条件が大きいとの指摘もある。

### ヒューマンエラーに関する誤差要因
- 器具取り付け

ナビゲーションに使用する器具取り付けの不具合による誤差はシステム精度に起因するそれよりも大きくなる傾向がある。特に手術中における器具の緩みはナビゲーションの使用経験として発表される学会報告や文献中に多く見かけられる要因である。手術中における器具の緩みや移動の多くは使用者のミスであることが多いが、ハンマーなどによる衝撃の多い膝関節や股関節手術などにおいては製造元の使用方法に従っていても問題が生じる場合がある。
- 参照点の不一致

ナビゲーションを使用する際にはレジストレーション中にマーカーや骨などに対して参照点として位置を記憶させる行為が必要となる場合が多い。狭い術野や血液あるいは勘違いなどが原因で誤った参照点を登録する可能性がある。特にイメージフリーナビゲーションシステムは比較対象となる画像が存在しないため、数mm～数cmのエラー検出は困難となる。左右間違いや頭尾側方向の間違いであっても検出されない可能性はある。イメージベースナビゲーションシステムにおいても左右対称な部位や脊椎のような類似した骨が近くに存在する部位ではエラーが検出されない可能性がある。

### その他誤差要因
- 赤外線に起因する問題

多くのシステムが赤外線により位置情報を取得している為、手術室における他の赤外線発光体の干渉を受ける可能性がある。特に一部の無影灯下では器具が認識されないほど影響を受けるケースもある。
- パッシブマーカーの再使用

パッシブ式器具に取り付ける赤外線反射マーカーは多くの製品がディスポーザブルとなっているが、費用の問題から再滅菌して使用する施設が存在している。反射マーカーの再使用に起因する誤差を考慮しないまま1mm単位でのナビゲーション精度報告が数多く存在している。
- 計算方法に起因する問題

例えば人工股関節手術における骨盤側に装着するインプラントの角度計算には3種類の定義が存在する。エックス線画像を用いた計算とナビゲーションシステムが用いる計算方法が異なる場合など、評価方法を統一しない為に目標を誤る可能性がある。

### 使用・運用に関する問題点
ナビゲーションシステムに関する文献の多くは術者のサポートシステムとしての有用性を結論付けている。特に切開の少ない手術や危険部位が近い手術、手術結果がインプラント寿命に影響を与える手術などでの発表が多い。しかしながら使用・運用面での問題も存在する。
- ナビゲーションシステムに対する過度な依存

ナビゲーションシステムの使用時にはエラーや故障などを常に考慮するべきだが、ナビゲーションという性質から機械の表示が正しいものとして手術を行ってしまう危険がある。視野が狭い手術においてナビゲーション表示に問題が生じているなどのケースは危険である。手術中においては適時エラーの確認を行う必要がある。
- 再レジストレーションが不可能なケース

レジストレーションに必要な登録点は手術中に変形する可能性がある。例えば脊椎でのレジストレーションには棘突起を必要とする場合が多いが、手術中に棘突起を除去するとレジストレーションのやり直しができない。人工関節手術などで関節面を削る場合も同様である。
- 使い捨て器具の費用

人工関節などの手術では診療報酬の対象とならないため、保険適用の手術を行う場合ナビゲーションに関る費用は医療機関の負担となる。費用軽減を目的として使い捨て器具を再滅菌する事例が存在する。

## 製造販売承認における問題点
ナビゲーションシステムに限らずコンピュータ技術を用いた製品の多くはソフトウェアによってその機能が制御されているが、日本の薬事法ではソフトウェアの製造販売承認を得る事ができない為ソフトウェアの追加・バージョンアップに対応する事が現行の法律では非常に困難となっている。アメリカの承認機関であるFDAではソフトウェアに対する許可に対応している。